# La figlia di Fu Manchu
La figlia di Fu Manchu (Daughter of the Dragon) è un film del 1931 diretto da Lloyd Corrigan. Interpretato da Anna May Wong, Sessue Hayakawa e Warner Oland per la terza e ultima volta nel ruolo di Fu Manchu.

## Trama
La principessa Ling Moy ha una relazione con Ah Kee, un agente segreto determinato a catturare Fu Manchu. Si scopre che Ling Moy, che è vicina di casa del dottore, è anche sua figlia.

## Produzione
Il film fu prodotto dalla Paramount Pictures

## Distribuzione
Il film uscì nelle sale cinematografiche statunitensi il 5 settembre 1931, distribuito dalla Paramount Pictures.

### Date di uscita
IMDb
- USA	5 settembre 1931
- Portogallo	31 ottobre 1932

Alias
- A Filha do Dragão	Portogallo
- Die Tochter des Drachen	Austria
- I kori tou drakou 	Grecia
- La hija del dragón	Spagna